# Porto Alegre
Pour les articles homonymes, voir Porto Alegre (homonymie).
Porto Alegre est la capitale de l'État du Rio Grande do Sul, au Brésil, sise entre le rio Guaíba et ses nombreuses îles, et plusieurs morros (collines) couverts de végétation, et composée de quatre-vingt-quatre quartiers. La ville est agrémentée de parcs (neuf grands parcs urbains) et de rues arborées (plus d'un million d'arbres plantés), notamment dans les quartiers anciens de la Cidade Baixa. En outre, la municipalité possède une réserve biologique, autour de la plage du quartier de Lami, sur le fleuve, ce qui lui vaut d'avoir une des plus grandes concentrations urbaines d'oiseaux du pays. Son nom signifie littéralement « Port joyeux ».
Elle est par sa population la dixième ville du Brésil, et elle représente 0,1848 % de la surface de l'État du Rio Grande do Sul et 0,0058 % de celle du territoire brésilien. Sa population était de 1 332 845 habitants au recensement de 2022. La municipalité s'étend sur 495 km2. Sa région métropolitaine est composée de 31 villes.
La ville a été administrée pendant 16 ans par le Parti des Travailleurs (PT). Depuis 1988, Olívio Dutra, Tarso Genro, Raul Pont, Tarso Genro (2e mandat), puis João Verle, l'adjoint de Genro, ont été successivement maires. 
Élu en 2004, José Fogaça, candidat du Parti populaire socialiste (PPS), occupe le poste de maire depuis le 1er janvier 2005. Il est entretemps passé au PMDB. En avril 2010, il démissionne de son poste pour pouvoir se présenter à la candidature de gouverneur de l'État du Rio Grande do Sul pour les élections de cette même année. Il est remplacé par José Fortunati, son vice-maire. En 2012, Fortunati est élu maire et termine son mandat en 2016.
Depuis 2017, Nelson Marchezan Jr, fils d'un ancien homme politique brésilien, est maire par le PSDB.
En 2001, Porto Alegre a accueilli le premier Forum social mondial, événement — aujourd'hui itinérant — qui discute les questions sociales du monde moderne. La ville a été le siège du Forum en 2002, 2003 et 2005. En 2014, Porto Alegre était une ville hôte de la coupe du monde de football.

## Histoire

### Genèse
Le site de la ville était originellement occupé par les Amérindiens tapes et minuanos.
La création de Porto Alegre remonte à 1732 avec le peuplement des Campos de Viamão et de Porto Alegre par des éleveurs de bétail de Laguna, dans l'État de Santa Catarina. Vingt ans après arrivent des Missions jésuites, les premiers éléments de l'expédition de Gomes de Andrade. Ils s'établissent au bord du lac Guaíba, au lieu-dit Porto de Viamão ou Porto do Dorneles, sur les terres du propriétaire terrien Jerônimo de Ornelas. Plus tard, l'évêque de Rio de Janeiro crée la paroisse de São Francisco do Porto dos Casais, séparée de celle de Nossa Senhora da Conceição de Viamão.
En juillet 1772, le gouverneur de la capitainerie de Rio Grande, José Marcelino de Figueiredo, décide la mesure de 60 lots de terres pour des couples açoriens ; le lieu s'appellera Porto dos Casais (Port des Couples). Le 24 juillet 1773, Porto Alegre devient la capitale de la Capitainerie, avec l'installation officielle du gouvernement de Figueiredo.
Le processus de création de Porto Alegre est donc le fait de l'installation successive d'éleveurs de bétail (XVIIIe siècle), de colons portugais des Açores (1752), d'esclaves africains, d'aventuriers et d'immigrants allemands, espagnols, italiens et polonais (entre 1820 et 1890), entre autres nombreuses nationalités présentes, qui se sont approprié les terres indigènes. Ce sont leurs croyances, légendes, habitudes, coutumes et technologies qui ont formé la mosaïque culturelle qui fait la Porto Alegre du XXIe siècle.

### Le développement historique
La cité se développe ensuite rapidement, à partir du petit noyau qui constitue aujourd'hui le quartier Centro. Elle vit quelques périodes de tension du fait de sa position de capitale de la Capitainerie (puis de Province) la plus méridionale du Brésil, et de la proximité des frontières de pays ayant de nombreux conflits à gérer.
Cependant, la période de difficultés la plus longue n'a pas pour cause un conflit extérieur, comme la guerre du Paraguay, mais la révolution Farroupilha, qui débute par un affrontement armé le 19 septembre 1835, dans la capitale même, près du pont d'Azenha.
À l'exception des premiers jours, la capitale gaúcha reste durant les dix années de guerre dans les mains des troupes gouvernementales, mais elle est assiégée en permanence par les Farrapos qui cherchent alors à l'isoler au maximum. Sa résistance à l'un des obstacles qu'elle a à subir durant cette période lui vaudra le titre donné par l'Empereur de « mui leal e valorosa » (très loyale et valeureuse) qui apparaît dans sa devise.
Après la guerre des Farrapos, la ville reprend son rythme normal de développement, restant toujours au centre des événements politiques et sociaux de l'État du Rio Grande do Sul et du Brésil. Deux exemples en sont l'ascension de Getúlio Vargas, homme politique gaúcho qui deviendra un repère de l'histoire nationale, et le mouvement de la Légalité (movimento da Legalidade), maintenu par le gouvernement Brizola au début des événements qui conduiront au coup d'État de 1964.
Porto Alegre est emblématique pour la gauche brésilienne. C'est la ville de Leonel Brizola, ancien chef de file charismatique des socialistes, mais aussi le siège du Forum social mondial, gouvernée de 1989 à 2005 par le Parti des travailleurs, qui y a expérimenté son budget participatif.

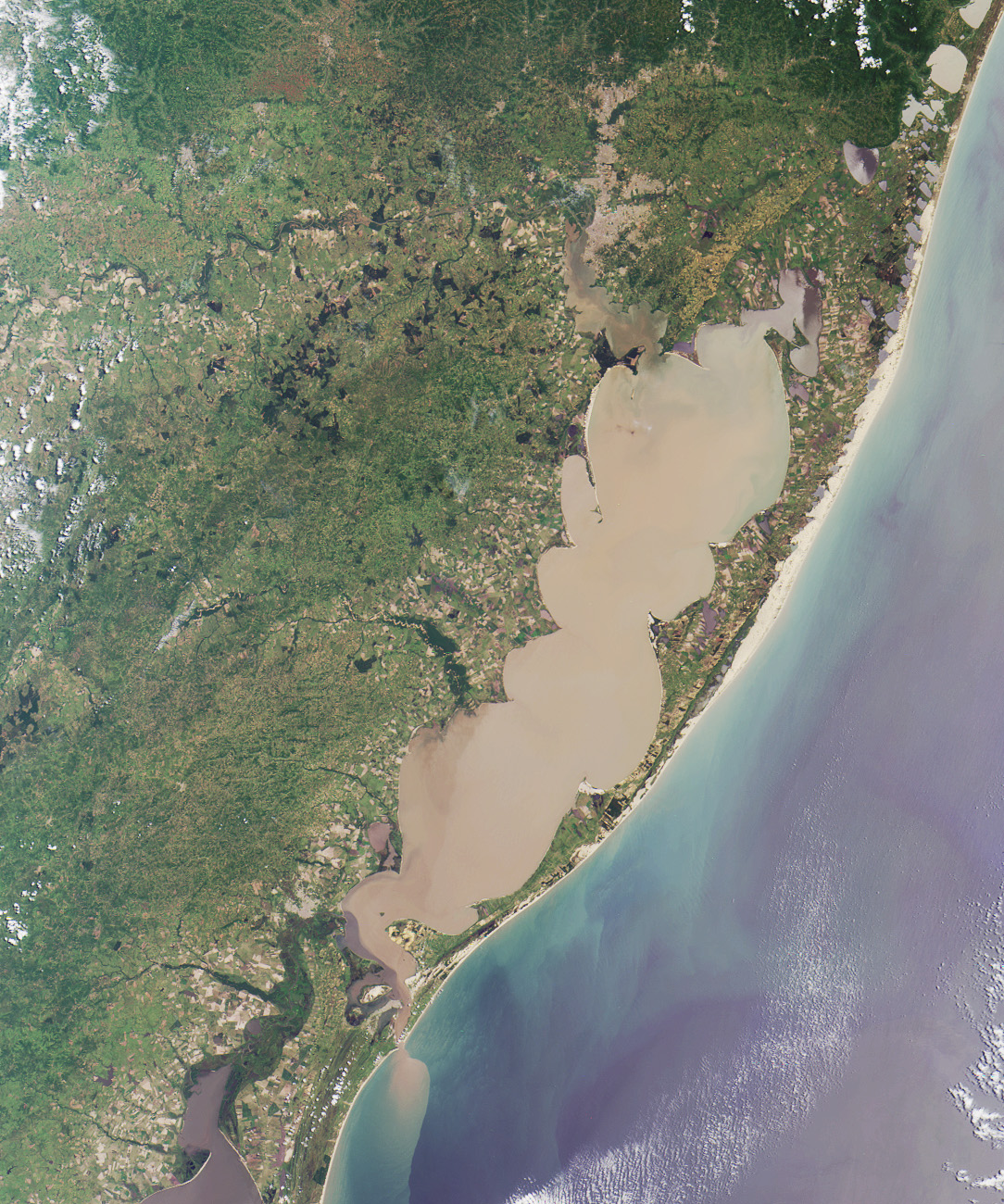
Porto Alegre et la lagoa dos Patos.

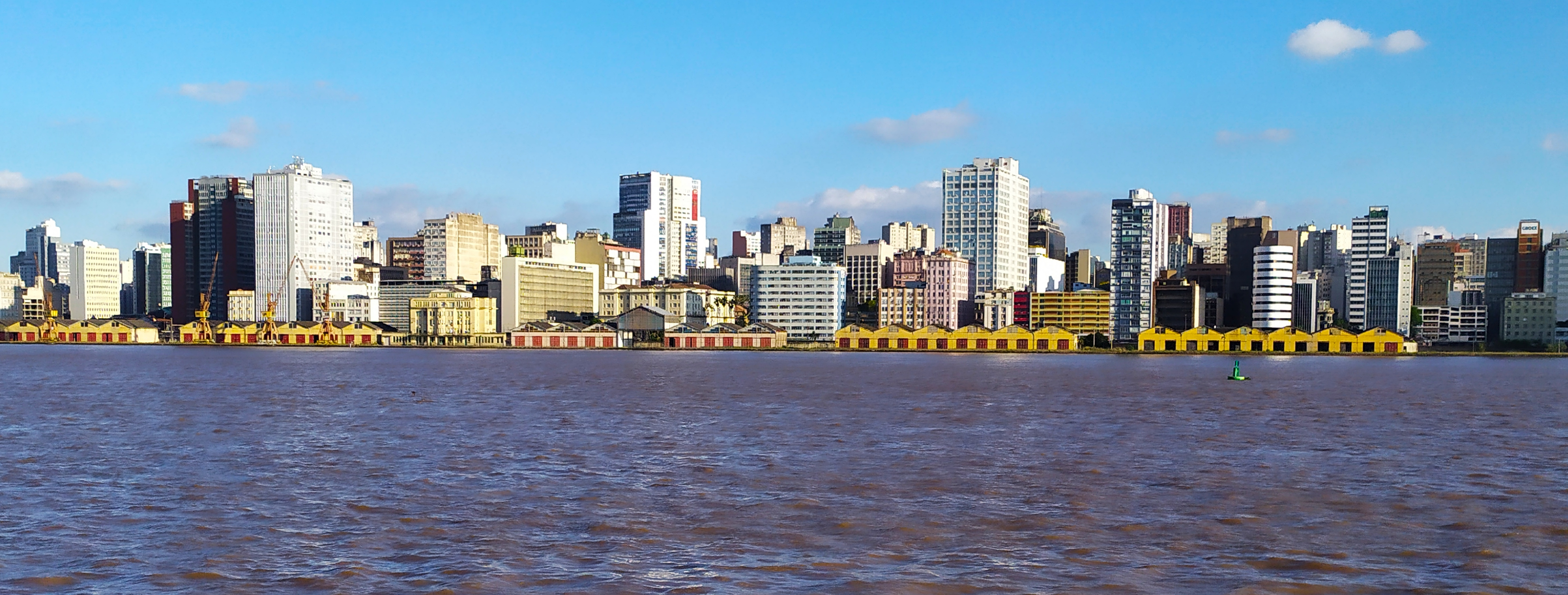
Porto Alegre depuis le rio Guaíba.

## Géographie
La ville est installée au bord du fleuve Guaíba, plus précisément sur le delta du Jacuí, qui s'étend sur 210 km2, au point de rencontre des eaux des fleuves (rios) Jacuí, Sinos, Caí et Gravataí dans le lac Guaíba (ce « lac » étant ouvert, on le nomme aussi « fleuve »). Ses 30 îles, entrecoupées de petites baies et de canaux, forment l'archipel du Jacuí, dont la zone de protection écologique fut créée en 1979. Son écosystème a un rôle important pour l'habitat et la survie des oiseaux et des espèces aquatiques. Près du débouché du Guaíba dans la Lagoa dos Patos, une autre zone protégée permet la survie de nombreuses espèces.

### Villes voisines
- Eldorado do Sul
- Triunfo
- Nova Santa Rita
- Canoas
- Cachoeirinha
- Gravataí
- Alvorada
- Viamão

### Lesmorros
La ville possède de nombreuses collines, les morros, pouvant aller jusqu'à 311 m d'altitude comme le Morro Santana (pt), point culminant de la ville.

### Climat
Au sud du tropique du Capricorne, Porto Alegre dispose d'un climat subtropical humide. La ville connaît la plus importante variation de température parmi les capitales brésiliennes au cours de l'année.
Les étés sont chauds et humides, avec des températures allant parfois jusqu'à 40 °C. Les hivers sont doux, très humides et pluvieux. Durant cette saison, les journées avec des températures variant de 5 °C à 15 °C sont courantes. L'automne et le printemps forment deux saisons de transitions.
Le record de température minimale de Porto Alegre remonte au 11 juillet 1918 avec -4 °C.
Le 6 février 2014, 42,6 °C sont mesurés dans la zone nord de la ville, en faisant le record de température la plus chaude jamais enregistrée de Porto Alegre.
- Moyenne annuelle : 19,5 °C
- Printemps (septembre à décembre) : entre 12 °C et 30 °C
- Été (décembre à mars) : entre 20 °C et 35 °C
- Automne (mars à juin) : entre 8 °C et 25 °C
- Hiver (juin à septembre) : entre 0 °C et 19 °C

| Mois                          | Jan. | Fév. | Mars | Avr. | Mai | Juin | Juil. | Août | Sept. | Oct. | Nov. | Déc. |
| ----------------------------- | ---- | ---- | ---- | ---- | --- | ---- | ----- | ---- | ----- | ---- | ---- | ---- |
| Température moyenne maxima °C | 31   | 31   | 28   | 25   | 22  | 19   | 19    | 20   | 21    | 23   | 27   | 29   |
| Température moyenne minima °C | 19   | 20   | 18   | 16   | 12  | 9    | 9     | 10   | 12    | 14   | 16   | 18   |

### Coucher du soleil
- Printemps : 19:45 (horaire d'été brésilien)
- Été : 20:45 (horaire d'été brésilien)
- Automne : 17:55 (horaire d'hiver brésilien)
- Hiver : 17:30 (horaire d'hiver brésilien)

## Économie
La ville était il y a encore une vingtaine d'années un pôle industriel et marchand important. À ce jour, la plupart des industries importantes se sont déplacées dans la périphérie de la ville, sur les communes avoisinantes faisant partie de la Région métropolitaine de Porto Alegre. Il ne reste plus que les industries de services et les productions de l'agriculture familiale (petite agriculture) qui se développent dans les zones rurales de la Municipalité. Ces dernières s'intègrent souvent dans des projets d'économie solidaire.
La ville est le siège de la société Forjas Taurus, important fabricant d'armes.

### Le port de Porto Alegre
Le port de Porto Alegre est le plus méridional du Brésil. Il couvre 55 000 m2 de surface. Géographiquement privilégié par sa localisation, il est au centre d'un réseau fluvial qui unit le centre producteur régional sur les cours d'eau qui se jettent dans la Lagoa dos Patos avec le plus grand port maritime du Mercosul, le port de Rio Grande, à 300 km au sud, sur l'océan Atlantique sud. Son ancien portique d'entrée a été construit en une structure de fer décorée de vitraux, commandée à Paris en 1919. Ce dernier est un point d'attraction touristique de la ville, d'où partent les croisières sur le rio Guaíba.
Cette position rend possible un trafic permanent entre Porto Alegre et Buenos Aires, charriant des produits sidérurgiques et, principalement, des produits agricoles venant essentiellement de l'intérieur de l'État du Rio Grande do Sul.
Avec un profil actuel de port importateur, il est en train de devenir, avec les investissements en cours de réalisation, un des principaux maillons de la chaîne logistique du commerce du Rio Grande do Sul.
- PIB par habitant (2009) : R$ 25 438 (Change 2009[réf. nécessaire])
- Exportations totales (2009) : US$ 629 992 398

## L'éducation
La ville de Porto Alegre, avec São Paulo, Rio de Janeiro, est l'une des plus avancées dans le domaine de l'éducation. Elle a un des taux les plus bas d'abandon et une grande quantité (28) de facultés dans la ville.

## Administration

### L'organisation municipale
Comme toute municipalité brésilienne, Porto Alegre possède un pouvoir exécutif — le maire et les secrétaires (comme les ministres dans un gouvernement national) —, et un pouvoir législatif, à travers le conseil municipal (Câmara Municipal). Les secrétariats sont au nombre de vingt-cinq, plus sept entités d'administration indirecte assimilées. Ceci forme le « gouvernement municipal ». Les conseillers municipaux au nombre de trente-six sont répartis entre seize partis.

### La démocratie participative
L'acteur essentiel de la démocratie participative, outre l'exécutif local qui en est le garant, est la « pyramide participative » à travers laquelle les citoyens font valoir les choix qu'ils entendent voir mis en œuvre. Cet organe est divisé en trois grands niveaux : le niveau micro-local, le niveau sectoriel et thématique, et enfin au sommet, le Conseil du Budget participatif (COP). À l'instar d'un budget municipal classique, son rythme de cycle de réunions est annuel.
Au niveau micro-local, les réunions sont ouvertes à tous les citoyens, et constituées à leur initiative, de manière à débattre des projets et problèmes de quartier, et par la suite faire part de revendications et de projets d'investissements souhaités au niveau supérieur des assemblées plénières par l'envoi de délégués (dont le nombre sera fonction de la participation aux réunions).
À l'échelle sectorielle et thématique, ce sont les assemblées plénières (une par secteur) qui prennent le relais pour synthétiser, et hiérarchiser les propositions émises au niveau micro-local sous forme de matrices primaires où sont désignés quatre priorités parmi treize postes budgétaires (éducation, habitat, voirie…). Cette première matrice vise à répartir les investissements par service de l'administration municipale. Puis, les assemblées plénières élisent en leur sein des délégués qu'elles envoient dans les forums, et des conseillers au budget participatif pour décider dans l'organe du C.O.P.
Les forums sont constitués, soit par secteur (découpage géographique de la ville), soit par thème pour les problématiques qui impliquent une politique à l'échelle de la ville (Circulation et transports, Santé et assistance sociale, Culture, Éducation et loisirs, Développement urbain et social…). Au sein de ces forums, il s'agit à ce stade de discuter, de débattre des projets d'investissements du secteur ou du thème, et de matérialiser les orientations choisies par le biais de matrices budgétaires conçues selon trois critères formalisés : les priorités établies par les habitants, les carences en services et équipements de bases, la population. Ces trois critères font appel respectivement à des logiques majoritaires-démocratiques, de justice distributive, et technique. Chacun de ces trois critères est pondéré et vient coefficienter les postes budgétaires de manière à représenter la volonté des citoyens, et la politique de redistribution.
Enfin, le C.O.P. constitue le lien avec l'exécutif, il vote et amende les matrices budgétaires, il synthétise à l'échelle municipale les attributions budgétaires par secteurs et par postes. Il débat aussi des autres postes budgétaires (salaires des fonctionnaires, dépense de fonctionnement…). C'est ainsi au niveau des C.O.P. qu'est réellement établi un budget qu'avalisera l'exécutif. Mais le rôle du C.O.P. est aussi de préparer les budgets des années suivantes puisque c'est en son sein et avec la participation du G.A.P.L.A.N. (institution émanant de l'exécutif ayant pour objet la planification à moyen terme des investissements municipaux) que sont définies les procédures de fonctionnement du budget participatif, cela constitue un rôle essentiel, le budget étant largement déterminé par les pondérations matricielles.
Tout ceci a été sensiblement remis en question par la défaite électorale du Parti des travailleurs qui avait mis en place le système, et l'arrivée, le 1er janvier 2005, du nouveau maire, José Fogaça, aux affaires politiques de la cité. La nouvelle gestion exécutive municipale est moins favorable à ce type de fonctionnement. Celui-ci, même à l'époque de la direction PTiste, n'impliquait qu'environ 10 % de la population adulte de Porto Alegre.

### Maires de Porto Alegre
Le maire actuel de Porto Alegre est Sebastião Melo, du Mouvement démocratique brésilien (MDB) depuis le 1er janvier 2021.

## Population
En plus de la venue de Portugais, d'Allemands, d'Italiens, pour la plupart de religions catholique ou protestante, la ville regroupe plusieurs autres communautés confessionnelles. Sont présentes une forte communauté juive, avec ses organisations socio-culturelles, une communauté maronite et une autre de rite grecque-catholique melkite. Nombreux autres courants du Protestantisme, historique, pentcôtiste, néo-pentecôtiste, adventiste, etc., se rencontrent aussi dans les divers quartiers de la cité.

### Démographie
- Espérance de vie : 71,59 ans (2000)[11]
- Coefficient de mortalité infantile (2020) : 7,78 pour 1 000[12]
- Taux d'analphabétisme (1996) : 9 %[11]
- Croissance démographique (2005) : 1,25 % par an
- Indice de Développement Humain (IDH) : 0,865[13]
- 97,07 % de la population est urbaine
- 2,93 % de la population est rurale

## Lieux touristiques
- Solar do Conde de Porto Alegre

## Transports
Porto Alegre est le centre géographique des principales routes du Cône Sud, à égale distance de Buenos Aires et Montevideo, que de São Paulo et de Rio de Janeiro. La capitale gaúcha est reliée aux routes fédérales BR-290 et BR-116, qui permettent la connexion avec les autres États brésiliens et l'Uruguay et l'Argentine.
| Distances villes Rio Grande do Sul |        |
| Caxias do Sul                      | 120 km |
| Pelotas                            | 278 km |
| Rio Grande                         | 317 km |
| Gramado                            | 115 km |
| Passo Fundo                        | 297 km |
| Santa Maria                        | 306 km |

| Distances capitales Mercosul |          |
| Buenos Aires                 | 1 048 km |
| Montevideo                   | 868 km   |
| Asuncion                     | 1 311 km |
| Santiago                     | 2 408 km |

| Distances Capitales brésiliennes |                  |                 |                |                  |              |
| Ville                            | Distance (route) | Temps de vol    | Ville          | Distance (route) | Temps de vol |
| Aracaju                          | 3 296 km         | 05h55           | Maceió         | 3 568 km         | 05h45        |
| Belém                            | 3 854 km         | 06h45           | Natal          | 4 046 km         | 05h35        |
| Belo Horizonte                   | 1 760 km         | 03h40           | Porto Velho    | 3 598 km         | 07h15        |
| Brasilia                         | 2 111 km         | 02h30           | Recife         | 3 781 km         | 05h00        |
| Campo Grande                     | 1 413 km         | 04h20           | Rio Branco     | 4 043 km         | 07h40        |
| Cuiabá                           | 2 137 km         | de 4 à 8 heures | Rio de Janeiro | 1 555 km         | 01h45        |
| Curitiba                         | 720 km           | 01h00           | Salvador       | 3 117 km         | 04h45        |
| Florianópolis                    | 497 km           | 00h45           | São Luís       | 3 911 km         | 06h55        |
| Fortaleza                        | 4 174 km         | 06h55           | São Paulo      | 1 134 km         | 01h15        |
| Goiânia                          | 1 855 km         | 03h35           | Teresina       | 3 725 km         | 06h30        |
| João Pessoa                      | 3 908 km         | 05h50           | Vitória        | 2 020 km         | 04h15        |

## Sports
- Charrua Rugby Clube
- Sport Club Internacional
- Grêmio Foot-Ball Porto Alegrense

## Célébrités
- Ronaldinho, footballeur
- Daniel Cargnin, judoka brésilien, médaillé de bronze olympique
- Mayra Aguiar, judoka brésilien, triple champion du monde, triple médaillé olympique
- Fernando Scheffer, nageur brésilien, médaillé de bronze olympique
- Thomaz Koch, joueur de tennis brésilien
- Giovanni Vescovi, Grand maître international
- Tinga, footballeur brésilien
- Humberto Gessinger, chanteur
- Marcos Camozzato, footballeur
- Ieda Maria Vargas, Miss Univers 1963
- Luiz Adriano, footballeur
- Daiane Dos Santos, gymnaste
- Raphinha, footballeur
- Nicholas Meregali, combattant de jiu-jitsu brésilien
- Fernanda Lima, mannequin

## Jumelages
Porto Alegre est jumelée avec 13 villes:
- Austin (Texas) (États-Unis)
- Horta (Portugal)
- Kanazawa (Japon)
- La Plata (Argentine) depuis 1982
- Morano Calabro (Italie)
- Natal (Rio Grande do Norte) (Brésil)
- Newark (New Jersey) (États-Unis)
- Portalegre (Portugal)
- Punta del Este (Uruguay)
- Rosário (Argentine)
- Saint-Pétersbourg (Russie)
- Ribeira Grande (Portugal)
- Suzhou (Chine)